# Paul Gemperli

Paul Gemperli (1985)

Paul Gemperli (* 5. Januar 1930 in Herisau; † 23. Februar 2015) war ein Schweizer Politiker (CVP).

## Biografie
Gemperli besuchte die Primar- und Sekundarschule in Herisau und Degersheim, ehe er an die Kantonsschule St. Gallen wechselte. Nach der Kantonsschule studierte er Rechtswissenschaften an der Universität Freiburg und erhielt 1953 das Lizentiat. Im Jahr 1958 erhielt er das Anwaltspatent des Kantons St. Gallen. Er arbeitete dann als Rechtsanwalt und war von 1960 bis 1963 Kreisjurist bei der eidgenössischen Militärversicherung und von 1963 bis 1968 Leiter des Rechtsdienstes der Steuerverwaltung St. Gallens. Während der Jahre 1969 bis 1975 war er stellvertretender Vorsteher, 1975 bis 1978 Vorsteher der St. Galler Steuerverwaltung.
Er betätigte sich politisch als Präsident der CVP St. Gallen von 1973 bis 1980 und stand von 1979 bis 1992 als Regierungsrat dem Finanzdepartement vor. In den Jahren 1986 bis 1993 war er im Präsidium der CVP Schweiz. Zum 25. November 1991 wurde er in den Ständerat gewählt und hatte dort in der Finanzkommission und der Kommission für Wissenschaft, Bildung und Kultur, welche er auch präsidierte, Einsitz. 1993 wurde er zum Präsidenten des Rates für Gesamtverteidigung ernannt. Bei den Parlamentswahlen 1999 trat er nicht mehr an, und schied daher zum 5. Dezember 1999 aus der kleinen Kammer aus.
Gemperli war verheiratet, hatte drei Kinder und wohnte in St. Gallen. In der Schweizer Armee war er Oberst. Er starb am 23. Februar 2015 im Alter von 85 Jahren.